# Cámara de Representantes (Tailandia)
La Cámara de Representantes (en tailandés: สภาผู้แทนราษฎร, en RTGS: Sapha Phuthaen Ratsadon) es la cámara baja de la Asamblea Nacional de Tailandia, la rama legislativa de Tailandia.
La Cámara fue abolida temporalmente como resultado del golpe de Estado tailandés de 2014 y reemplazada por la unicameral Asamblea Nacional, un órgano de 250 miembros, seleccionados por el Consejo Nacional para la Paz y el Orden. Después de que se promulgara la Constitución de 2017 en abril del mismo año, se restableció la Cámara de Representantes.

## Historia
La Cámara de Representantes se estableció después de la Revolución de 1932, cuando el Khana Ratsadon (el "Partido del Pueblo") derrocó a la monarquía absoluta y la reemplazó por un sistema de monarquía constitucional. Cuando el rey Prajadhipok firmó la constitución temporal de 1932, estableció la primera asamblea legislativa de Tailandia. Era una cámara completamente designada por la realeza. La primera sesión de la Asamblea del Pueblo se celebró el 28 de junio de 1932 en el Salón del Trono Ananta Samakhom.
- 1932 – Establecimiento – Derrocamiento de la monarquía absoluta y establecimiento de una Cámara de Representantes unicameral plenamente elegida.
- 1933 – Reforma – Las elecciones de 1933 establecieron una Cámara de Representantes unicameral parcialmente elegida con 156 miembros.
- 1946 – Reforma – La constitución de 1946 estableció una Cámara de Representantes unicameral plenamente elegida con 192 miembros.  (El resultado de las elecciones de 1946 fue anulado y dejado sin efecto en 1947)
- 1947 – Reformada – El golpe de 1947 estableció una Asamblea Nacional bicameral parcialmente elegida con 186 miembros.
- 1949 – El 5 de junio de 1949, Orapin Chaiyakan se convirtió en la primera mujer elegida para ocupar un puesto en la Asamblea Nacional de Tailandia (específicamente, la Cámara de Representantes).[4][5]
- 1952 – Reforma – Establecimiento de una Cámara de Representantes unicameral parcialmente elegida con 246 miembros.
- 1958 – Abolida – La Cámara de Representantes fue abolida por Sarit Thanarat.
- 1969 – Reestablecida – Establecimiento de una Cámara de Representantes unicameral totalmente elegida con 219 miembros.
- 1971 – Abolida – La Cámara de Representantes fue abolida por Thanom Kittikachorn.
- 1975 – Reestablecida – Establecimiento de una Cámara de Representantes unicameral totalmente elegida con 269 miembros.
- 1979 – Reformada – Retorno de una Asamblea Nacional bicameral parcialmente elegida con 301 miembros.
- 1991 – Reformada – Retorno de una Cámara de Representantes unicameral plenamente elegida.
- 1992 – Reformada – Retorno de una Asamblea Nacional bicameral parcialmente elegida con 360 miembros.
- 2001 – Reformada – Establecimiento de una Cámara de 500 miembros con 400 miembros elegidos mediante elecciones de circunscripción única y 100 elegidos mediante representación proporcional por lista de partidos.  Así, se vuelve a una Asamblea Nacional «completamente electa» con 700 miembros.
- 2006 – «Abolida» – Tras el golpe de Estado de 2006, se firma una carta provisional que establece una Asamblea Legislativa Nacional de 250 miembros. Así, se vuelve a una Asamblea unicameral «no electa» .
- 2007 – «Restablecida» – Vuelve a una Cámara de 500 miembros, de los cuales 375 son elegidos mediante elecciones de circunscripción única y 125 son designados mediante representación proporcional por lista de partidos, establecida por referéndum de conformidad con la Constitución de 2007.  Así, se vuelve a una Asamblea Nacional «bicameral» parcialmente elegida, con un Senado parcialmente designado.
- 2014 – «Abolida» – Tras el golpe de Estado de 2014, se firmó una carta provisional que establecía una Asamblea Legislativa Nacional de 250 miembros. Así, se vuelve a una Asamblea «unicameral» no elegida.
- 2019 – «Restablecida» – Vuelve una Cámara de 500 miembros, de los cuales 400 son elegidos mediante elecciones de circunscripción única y 100 son elegidos mediante representación proporcional por lista de partidos, establecida por referéndum de conformidad con la constitución de 2017.  Se vuelve así a una Asamblea Nacional bicameral parcialmente elegida con un Senado designado.

## Función

### Consideración de proyectos de ley
El Gabinete, no menos de 20 miembros del parlamento o 10.000 votantes elegibles mediante una petición pueden presentar un proyecto de ley. Sin embargo, si se trata de un proyecto de ley de carácter monetario (un proyecto de ley que contiene disposiciones relativas a impuestos, asuntos presupuestarios o moneda), puede presentarse únicamente con el respaldo del Primer Ministro.
Cuando la condición de un proyecto de ley como proyecto de ley de carácter monetario esté en cuestión, se puede convocar una sesión entre el presidente y todos los presidentes de los comités de la Cámara para considerar el estado del proyecto de ley. La decisión se toma por mayoría simple de votos. Si la votación es empatada, el presidente debe emitir un voto de desempate.
Cuando el proceso de consideración termina en la Cámara y se aprueba el proyecto de ley, este se envía al Senado para deliberaciones adicionales; el proceso debe realizarse dentro de los 60 días. El plazo para los proyectos de ley de carácter monetario es de 30 días.  Si el Senado no puede deliberar dentro del plazo, el proyecto de ley se considera aprobado por el Senado.
Si el proyecto de ley es aprobado por toda la Asamblea Nacional, el Primer Ministro debe esperar cinco días para dar a la gente la oportunidad de impugnar la constitucionalidad del proyecto de ley. Después de eso, el Primer Ministro tiene veinte días para presentar el proyecto de ley al monarca para su sanción real.
Todo acto de emergencia aprobado por el Gabinete debe enviarse a la Cámara para su consideración sin demora para su examen. Si la Cámara aprueba el acto de emergencia, se convierte en un acto ordinario. Si no, el acto de emergencia deja de tener efecto después de que la decisión se haya publicado en el Boletín Oficial durante un día.

### Consideración del presupuesto
La Constitución de 2017 estipula que el presupuesto debe redactarse en forma de ley y que en la presentación de un proyecto de ley de presupuesto el gobierno debe mostrar las fuentes de ingresos y las estimaciones de ingresos futuros, los estándares y medidas de resultados y la relevancia para la Estrategia Nacional de 20 Años y otros planes nacionales de desarrollo. El presupuesto también debe cumplir con las pautas descritas en la Ley de Disciplinas Fiscales y Financieras del Estado.
El proceso de consideración del presupuesto es casi el mismo que el de considerar un proyecto de ley, aunque el plazo de deliberación se extiende a 105 días y el senado no puede enmendar el presupuesto y debe votarlo dentro de los 20 días.

### Examen del gobierno

#### Interrogatorio a un ministro
Un miembro del parlamento puede presentar una pregunta a un ministro tanto por escrito como oralmente. Se pueden hacer preguntas a un ministro sin que la pregunta se presente con anticipación. Un ministro puede negarse a responder la pregunta si la respuesta pondría en riesgo la seguridad nacional o si considera que no es de interés nacional.
El hecho de que los ministros designen a funcionarios u otras personas para que respondan en su lugar es una práctica habitual, no una excepción.

#### Moción de censura
No menos de una quinta parte de todos los miembros del parlamento pueden presentar una moción para debatir sobre una moción de censura contra ministros individuales o contra todo el gabinete. Se requiere una mayoría simple para que la moción sea aprobada y, posteriormente, para que el ministro o todo el gabinete cese.

### Creación de comités
La cámara puede crear comités para llevar a cabo asuntos o investigar asuntos, o para estudiar asuntos e informar a la cámara según un plazo determinado. Un ministro puede ser considerado responsable ante el comité y es su deber ayudar al comité en el curso de una investigación o para encontrar hechos ordenando a los funcionarios de su ministerio que testifiquen en el comité o que cumplan con las solicitudes de información.

### Consideración de candidatos a primer ministro
Para que un candidato se presente, debe recibir al menos una décima parte de los votos de la cámara y debe figurar en la lista del partido.